# Plagiomima faceta
Plagiomima faceta là một loài ruồi trong họ Tachinidae.